# Dietro la notte
Dietro la notte è un film italiano del 2021 diretto da Daniele Falleri.

## Trama
Durante una notte piena di sorprese, Marta, Bruno, Giulia ed Elena si trovano a dover vivere una situazione pericolosa che farà riaffiorare traumi mai superati.

## Distribuzione
Il film è stato distribuito sulla piattaforma Sky Cinema a partire dal 28 aprile 2021.